# ESP (rower)

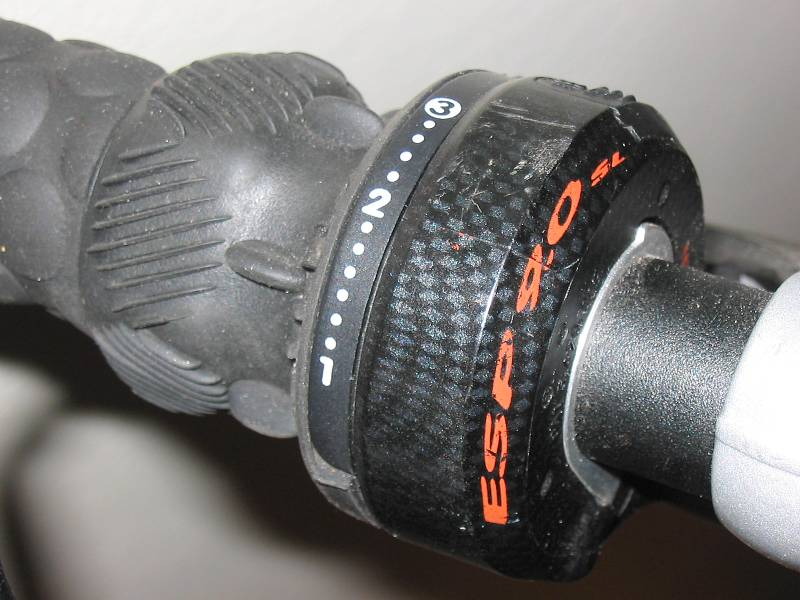
Manetka obrotowa SRAM ESP 9.0SL

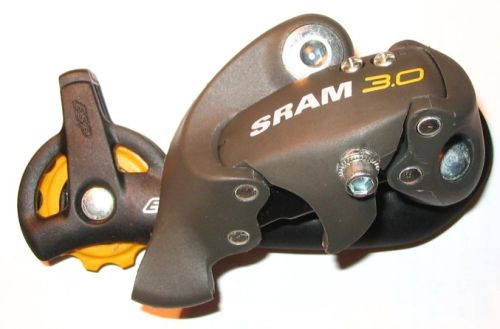
Przerzutka SRAM 3.0 kompatybilna z ESP

ESP – system indeksacji biegów i konstrukcji manetek oraz przerzutek tylnych. ESP został po raz pierwszy pokazany na targach rowerowych w Tajpej w 1995 roku. System jest stosowany wyłącznie przez firmę SRAM, która wprowadziła go na rynek i nie jest kompatybilny z innymi rozwiązaniami indeksacji biegów.
System ESP 1:1 teoretycznie oznacza, że 1 mm linki wyciąganej przez manetkę równa się przesunięciu wózka tylnej przerzutki o 1 mm w poziomie. Dzięki temu napęd zgodny z ESP jest mniej podatny na niedokładną regulację oraz zanieczyszczone pancerze od SIS, czyli systemu indeksacji japońskiego producenta Shimano.
Obecnie stosowana w przerzutkach SRAM X0, X9, X7, X5, SX5, X4.